# Dieter Weiss (Musiker)
Dieter Weiss (* 18. November 1922 in  Essen; † 5. August 2009 in Bayreuth) war ein deutscher Organist, Kirchenmusiker, Dirigent und Dozent.
Weiss studierte Orgel bei Walter Kraft an der Hochschule für Musik in Freiburg und bei Jeanne Demessieux in Paris. Er widmete sich Studien im Dirigieren bei Konrad Lechner und Hermann Scherchen.
Er war von 1952 bis 1959 Organist und Kantor an St. Johannis in Hamburg-Altona und von 1959 bis 1971 Organist an St. Marien in Flensburg und Leiter des Flensburger Bachchores.
Ab 1965 war Dieter Weiss Dozent für Orgelspiel an der damaligen Schleswig-Holsteinischen Musikakademie und Norddeutschen Orgelschule Lübeck, der heutigen Musikhochschule Lübeck.
Von 1971 bis 1986 war Weiss Landeskirchenmusikdirektor der Evangelisch-Lutherischen Landeskirche in Oldenburg und Organist an St. Lamberti in Oldenburg, wo er verantwortlich für die Disposition der dort im Jahr 1972 errichteten Führer-Orgel war, im Jahr 1971 den Lambertichor und im Jahr 1973 den Demantius Chor Oldenburg gründete.